# خوليو فوينتيس
خوليو فوينتيس (بالإسبانية: Julio Fuentes)‏ هو متسابق خماسي حديث تشيلي، ولد في 31 ديسمبر 1960.

## وصلات خارجية
- خوليو فوينتيس على موقع أوليمبيديا (الإنجليزية)